# Lane-Ryr
Lane-Ryr, även Kyrkebyn, är en småort i Uddevalla kommun och kyrkbyn i Lane-Ryrs socken i Bohuslän.
Genom Kyrkebyn flyter Bäveån som rinner ut i Uddevalla och Byfjorden.

## Samhället
Här återfinns Lane-Ryrs skola, Lane-Ryrs kyrka och ett litet museum. I anslutning till kyrkan finns församlingshemmet, Örtagården  och den gamla hembygdsgården. Prästgården ligger granne med skolan. Den gamla hembygdsgården fungerar idag som bygdegårdsmuseum och har gamla bruksföremål från bygden. Alldeles vid västra hörnet av kyrkogården finns Stötegårdsbron från 1846. . 
Lane-Ryrs kyrka byggdes 1874 och tack vare sin placering och ytterbelysning syns den tydligt när man kör igenom Kyrkebyn. 

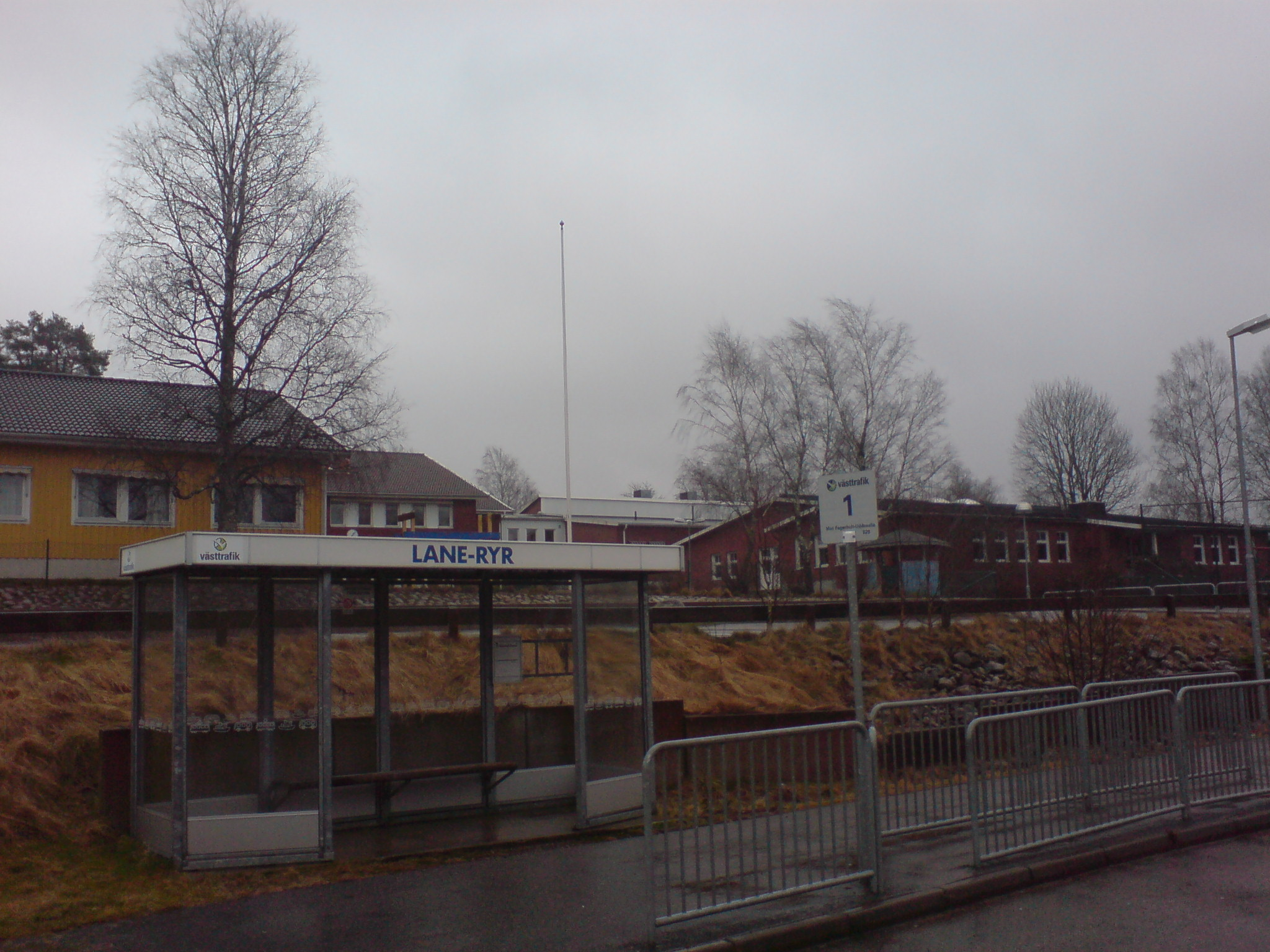
Lane-Ryrs skola
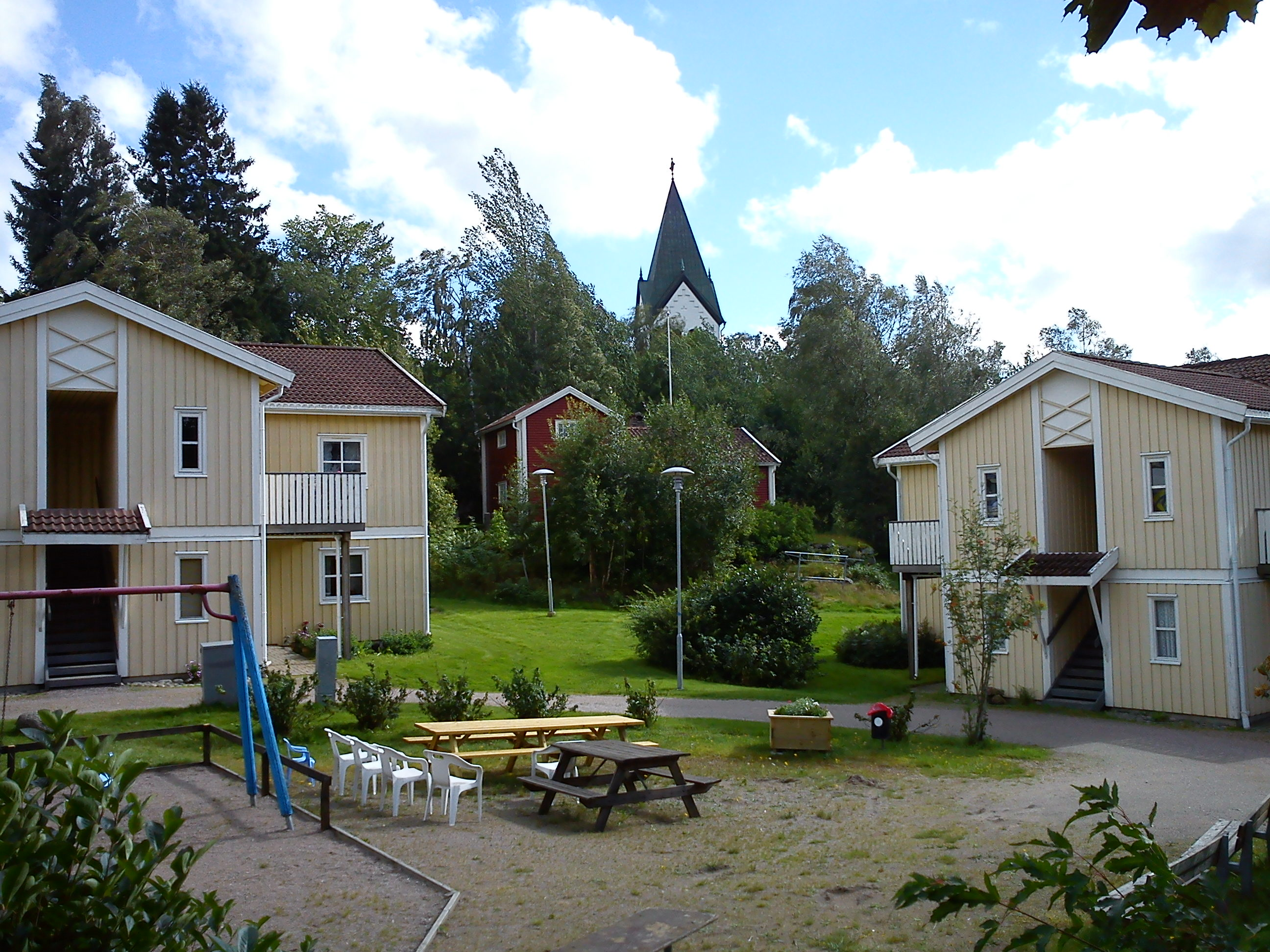
Foto inne från Kyrkebyn mot museet och kyrkan.